# Monumento a las Bandeiras
El Monumento a las Bandeiras (en portugués: Monumento às Bandeiras) es una obra de arte levantada en homenaje a los bandeirantes, quienes exploraron los sertones durante los siglos XVII y XVIII. Es obra del escultor Victor Brecheret y se ubica en la ciudad de São Paulo,Brasil. Fue inaugurada en 1953 como parte de las celebraciones por el IV centenario de la ciudad. El monumento se ubica en la Plaza Armando de Salles Oliveira y forma parte del Parque Ibirapuera frente del Palácio 9 de Julho, sede de la Assembléia Legislativa do Estado do Sao Paulo. Fue encomendada por el gobierno de São Paulo en 1921. 
La obra representa a las bandeiras, integradas por bandeirantes. Expone sus diversas etnias y el esfuerzo que realizaron para adentrarse en el actual territorio brasileño. Además de portugueses (con barba) a caballo, se representan negros, mamelucos e indígenas (con la cruz en el cuello) empujando una canoa de las utilizadas en las expediciones fluviales.
El monumento empezó a ser diseñado por su escultor en 1920 cuando el artista tenía apenas 20 años de edad. Debido a una serie de cuestiones políticas del país, la obra sólo fue concretada 33 años después en las vísperas del IV Centenario de la capital paulistana en 1954. Ya con 58 años, Victor Brecheret no quiso esperar a la llegada de esa fecha y finalizó la obra en 1953.
Sesenta y tres años después de su inauguración, el monumento a las bandeiras está en buenas condiciones a pesar del desgaste natural común de toda obra que se ubica al aire libre. Además de los fenómenos climatológicos, la obra también recibió varias intervenciones por parte de la población, principalmente a través de pintas que han afectado su integridad. De todas maneras, debido a su material, la limpieza y mantenimiento de la obra se hace sin grandes dificultades a pesar de los costos en mano de obra.
La obra posee cerca de 11 metros de altura por 8.4 de ancho y 43.80 de largo. Comprende un total de 240 bloques de granito de 50 toneladas cada uno. Está ubicada en el eje sudeste-noroeste en el sentido de la ruta de entrada de los bandeirantes al interior del país. En la cara frontal del pedestal existe un mapa de Brasil que presenta las rutas de los bandeirantes. Este mapa fue diseñado por el historiador Afonso de Taunay

## Historia
El escultor de la obra, Victor Brecheret, fue uno de los integrantes de la Semana de Arte Moderna de 1922, lo que justifica la concepción del monumento característica del periodo que antecedió a dicha semana. El primer boceto del monumento data de 1920 cuando Victor expuso pro primera vez una maqueta en Casa Byington, un importante espacio de arte de la ciudad de São Paulo. En esa ocasión, una serie de homenajes estaban siendo planeados para la celebración de la independencia de Brasil, y la construcción de un monumento en exaltación de los bandeirantes acercó a los modernistas a Victor Brecheret.

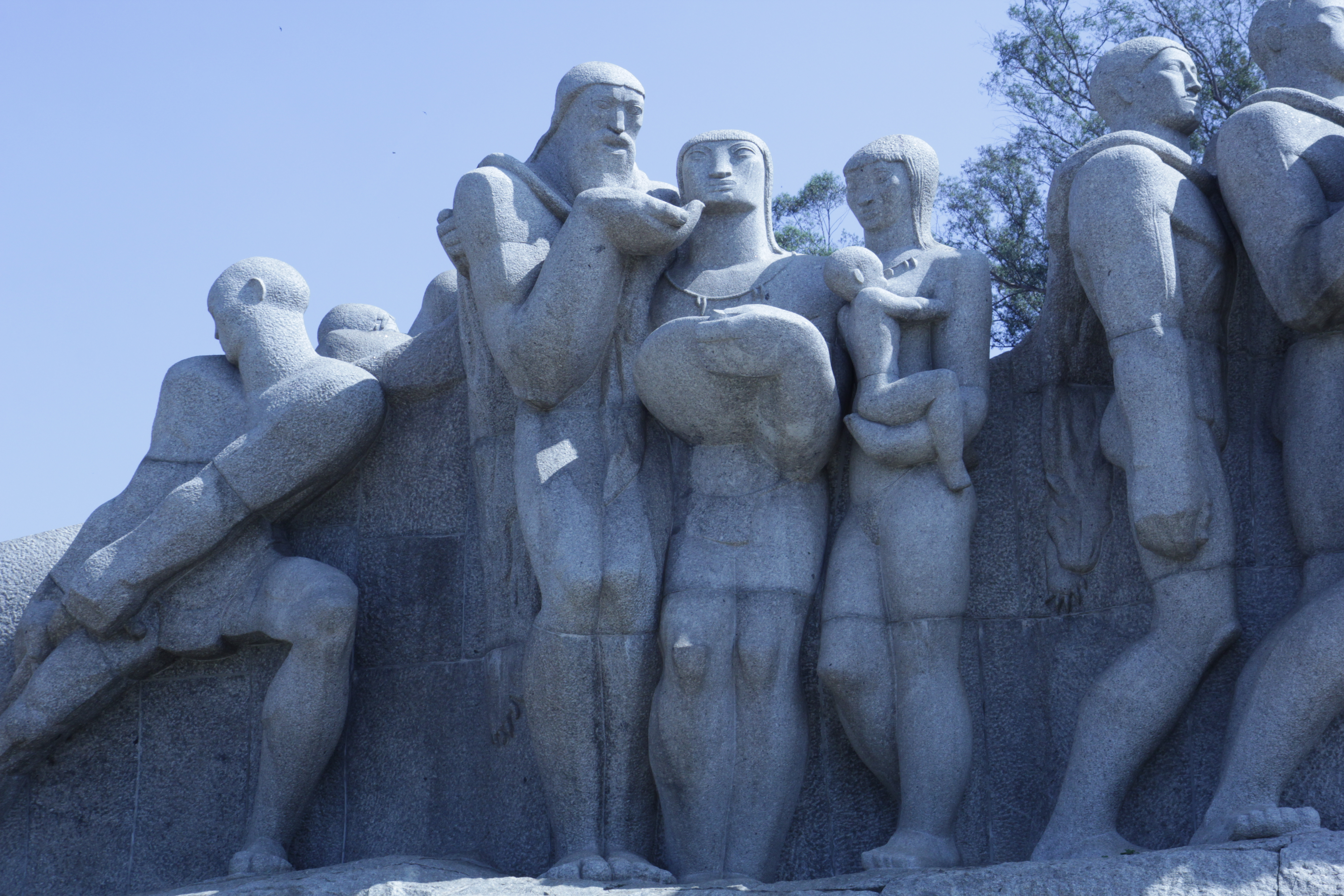
Familia del Monumento a las Bandeiras

Cuando se presentó el proyecto, fue bien recibido por los medios de comunicación y los gobernantes pero causó extrañeza entre el público por sus características innovadoras. El entonces presidente Washington Luís prometió que el monumento se haría realidad. Pero las obras acabaron retrasándose mucho, y su conclusión, finalmente en 1953 en las previas a la celebración del IV Centenario de la capital paulista, trajo consigo un carácter de exaltación de la colonización del estado de São Paulo.
Según la Revista Eletrônica de História Social da Cidade - O monumento e a cidade, publicada por la Pontificia Universidad Católica de São Paulo, la obra de Brecheret en la dinâmica urbana reflexiona sobre la exaltación de los bandeirantes paulistas en la época de la inauguración de la obra: "En aquel contexto, en el que la ciudad experimentaba un importante desarrollo económico y transformaciones urbanas, el bandeirante era celebrado como un personaje clave del imaginario regional capaz de reforzar viejas tradiciones."
Después de haber sido prometido por Washington Luís, pasaron 31 años para que el monumento fuese entregado al pueblo y la mayor obra de Victor Brecheret fuese consagrada. Entretanto, Washington Luís fue depuesto de su cargo en 1930 y Brasil sufrió un golpe de Estado en 1937 que puso fin al periodo de la República Velha y dio inicio al llamado Estado Novo de Getúlio Vargas.

## Nombre popular
Una conocida leyenda urbana sobre el monumento, popularmente llamada el Empuja-Empuja o Deja-que-yo-empujo, se refiere al hecho de que la embarcación nunca se mueve de su sitio, a pesar de que el contingente que supuestamente tira de ella. La "respuesta" está en el hecho de que las figuras situadas delante de la comitiva no están realmente intentando mover la canoa, ya que las correas están visiblemente flojas, como puede apreciarse en el detalle de la foto. La única figura que realmente hace un esfuerzo es la última, empujando la embarcación.

## Declaración como patrimonio
El proceso de declaración como patrimonio del Monumento a las Bandeiras se inició el 8 de junio de 1984, treinta y un años después de su conclusión. En el documento presentado a la Secretaría de Cultura del Estado de São Paulo por el entonces interesado, Egydio Torrezani, escultor residente en el barrio de Mooca, el inmueble se encontraba en condiciones casi perfectas. En su solicitud, Egydio Torrezani buscó apoyo en el artículo 180 de la Constitución Federal de 1967, que establecía en su Párrafo Único que es deber del Estado apoyar la cultura.

## Depredación
En el segundo semestre de 2016, el Monumento a las Bandeiras y la estatua de Borba Gato aparecieron pintados con graffiti tal cual si hubieran sido bañados en pintura de colores por todas partes. Las cámaras de la zona mostraron a una pareja que llevaba un carrito con un compresor de chorro de pintura encima, que actuó rápidamente para evitar ser descubierta. La ciudad de São Paulo se vio sorprendida por la noticia que saltó a los titulares, ya que uno de los monumentos más importantes de la ciudad fue saqueado por sus propios ciudadanos. Funcionarios del Ayuntamiento de São Paulo comenzaron a limpiar el monumento a primera hora de la mañana, dejándolo como antes.

## Controversias
El monumento ha sido blanco de críticas al ser considerado como un símbolo esclavista  y de masacre al pueblo indígena durante el periodo colonial. Otro punto de controversia es el alto costo de la limpieza del monumento luego de que fuera vandalizado.